# École centrale de Lyon
 (novembre 2022).
Pour les articles homonymes, voir ECL.

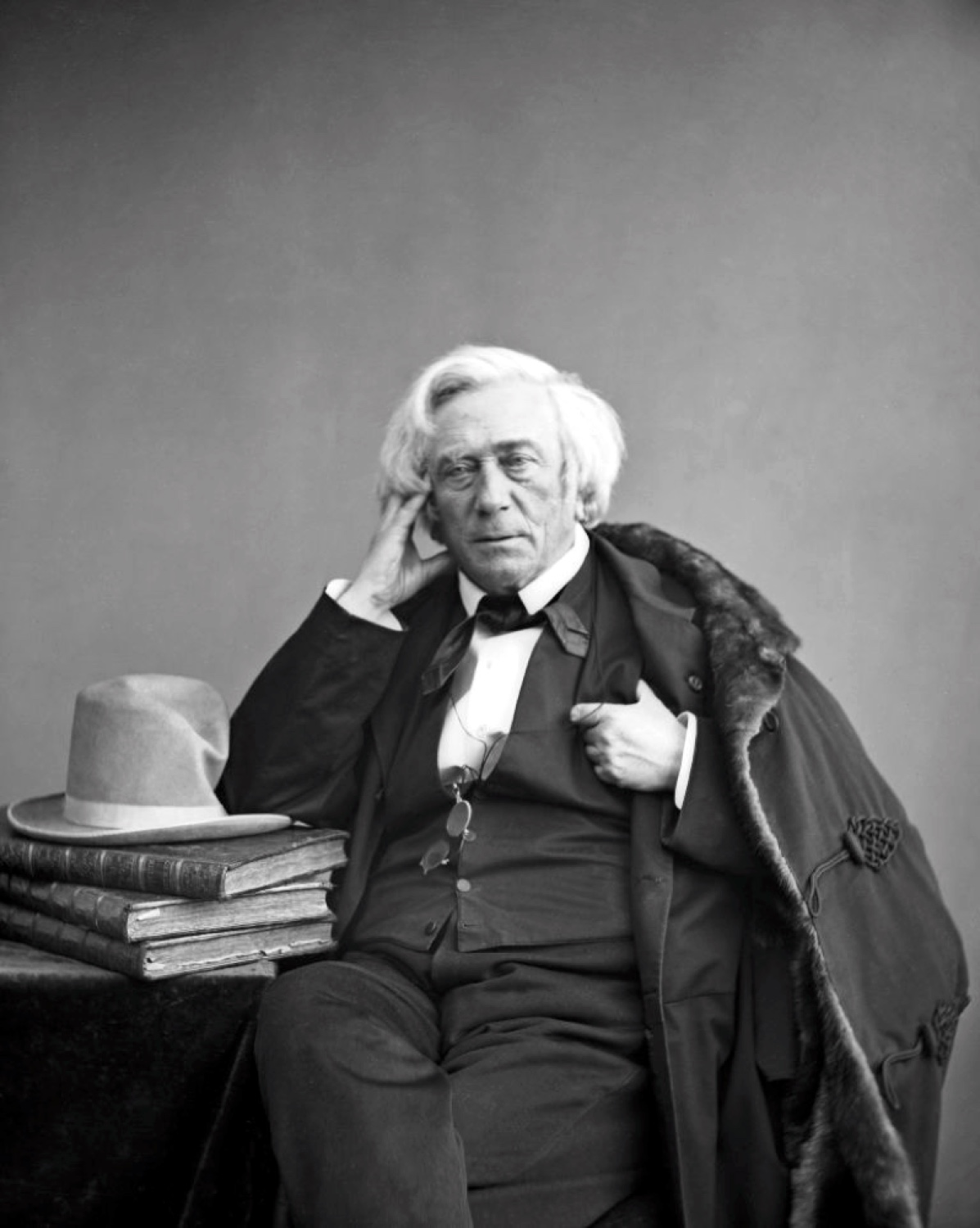
François Barthélemy Arlès-Dufour, fondateur de l'ECL avec l'aide de 20 cofondateurs.

Centrale Lyon, anciennement École centrale de Lyon, est une école d'ingénieurs française fondée en 1857. Elle fait partie des 204 écoles accréditées à délivrer le diplôme d’ingénieur par la Commission des titres d’ingénieur (CTI).
L’établissement est situé depuis 1967 sur un campus de 17 hectares à Écully, près de Lyon, qui constitue son site principal. Il accueille environ 1 700 élèves-ingénieurs, ainsi que 230 doctorants et plus de 230 enseignants-chercheurs. Depuis 2021, Centrale Lyon est également implantée à Saint-Étienne, où sont formés près de 1 040 élèves, dont 270 en alternance dans le cadre du rapprochement avec l’École nationale d’ingénieurs de Saint-Étienne (ENISE).
L’école dispense une formation d’ingénieur généraliste, comprenant un tronc commun en sciences fondamentales (mathématiques, physique, informatique) et en sciences de l’ingénieur (mécanique, énergétique, matériaux, etc.). Cette base est complétée par des enseignements électifs permettant une spécialisation progressive, ainsi que par des modules en sciences humaines et sociales. Elle délivre également un diplôme d’ingénieur par alternance, notamment dans les domaines de l’énergie, du génie civil, du génie sensoriel et du génie mécanique, ainsi que plusieurs masters et formations doctorales, souvent en collaboration avec d'autres établissements. L’offre de formation comprend aussi des doubles diplômes en ingénierie, management ou architecture, en partenariat avec des institutions françaises ou étrangères. L’ensemble des cursus s’appuie sur des partenariats étroits avec le monde industriel et une forte dimension internationale.
Centrale Lyon mène des activités de recherche dans six unités mixtes de recherche associées au CNRS, actives notamment en tribologie, acoustique, nanotechnologies, mécanique ou aéronautique. Les laboratoires sont implantés au cœur du campus d’Écully, en lien direct avec les formations.
L’établissement est membre du Groupe des écoles Centrale, qui réunit cinq écoles en France et quatre campus à l’international. Il appartient également à l’Université de Lyon, communauté d’établissements regroupant environ 130 000 étudiants, ainsi qu’à plusieurs réseaux académiques comme la Conférence des Grandes Écoles (CGE) ou le Collège d'ingénierie Lyon Saint-Étienne.

## Histoire

### Fondation et premières années
L'École centrale de Lyon est créée en 1857 sous le nom d'« École centrale lyonnaise pour l'industrie et le commerce » à l'initiative de François Barthélemy Arlès-Dufour, entrepreneur et humaniste lyonnais d’inspiration saint-simonienne et de Désiré Girardon, professeur à l'école de la Martinière désireux de « former les meilleurs élèves de la Martinière à la chimie, la mécanique industrielle, la construction civile et le dessin industriel ».
Désiré Girardon devient le premier directeur de l’établissement. L’école s’installe au 19 quai Castellane et accueille sa première promotion de quatorze élèves le 3 novembre 1857. La première remise de diplômes a lieu en 1860.
En 1866, l’Association des anciens élèves de l’École centrale de Lyon est fondée afin de fédérer le réseau des diplômés. Elle prend plus tard le nom d’Association des centraliens de Lyon et joue un rôle actif dans le rayonnement de l’école.

### Développement au XXe siècle
L’école déménage une première fois en 1869 au 20 quai Augagneur et devient l’« École centrale lyonnaise de l’industrie et du commerce ». En 1887, elle obtient le patronage de la Chambre de commerce de Lyon. En 1902, elle s’installe rue Chevreul dans le quartier universitaire, sur un terrain cédé par la Ville de Lyon.
Sous la direction d’Henri Rigollot (1902–1929), l’établissement modernise ses locaux et ses équipements. Pierre Lemaire lui succède en 1929 et développe l’activité de recherche. L’école est nationalisée en 1947, devenant un établissement public sous l’impulsion de Paul Comparat, directeur à partir de 1950, avec le soutien d’Édouard Herriot.

### Installation à Écully et dimension nationale
Dans les années 1950, l’école engage une réflexion sur son implantation et son statut. Le déménagement hors de Lyon intra-muros est décidé pour donner à l’établissement une envergure nationale, équivalente à celle de l’École centrale de Paris. En 1967, elle s’installe sur un campus de 17 hectares à Écully, conçu par l’architecte Jacques Perrin-Fayolle. Cette année marque aussi une réforme des concours et une évolution de son statut.
L’établissement devient officiellement l’« École centrale de Lyon » par décret en 1970. La première femme élève-ingénieur, Jeanne Morat, est admise en 1961. L’école participe dès cette époque au concours commun avec l’École centrale de Paris, élargi plus tard à Supélec et d’autres écoles du Groupe des Écoles centrales.
En 1992, l’école devient un établissement public à caractère scientifique, culturel et professionnel (EPSCP), habilité à délivrer le doctorat. Les élèves sont associés à la recherche dès 1968.

### Rayonnement international et collaborations
L’installation à Écully marque le début de l’internationalisation de l’école. Dès 1968, un premier accord de double diplôme est signé avec l’Université de technologie de Darmstadt (Allemagne). Suivent d’autres accords avec le Japon et les États-Unis (1980), la Chine (1991), l’Europe centrale (1992), et l’Amérique du Sud (2000). L’école adhère en 1996 au réseau TIME (Top International Managers in Engineering).

### Évolutions récentes et partenariats
Depuis 2017, l’École centrale de Lyon a engagé plusieurs évolutions institutionnelles et infrastructurelles. En 2017, elle lance le projet stratégique « ECL 4.0 », visant à moderniser ses infrastructures et à renforcer ses collaborations académiques et industrielles. En 2021, l’École nationale d’ingénieurs de Saint-Étienne (ENISE) devient une école interne,, élargissant l’offre de formation d’ingénieurs et renforçant l’ancrage territorial de l’établissement. En 2022, Centrale Lyon cofonde le Collège d’ingénierie Lyon Saint-Étienne aux côtés de l’INSA Lyon, de l’ENTPE et de Mines Saint-Étienne, pour mutualiser certaines actions dans les domaines de la formation, de la recherche et de l’innovation. Ces évolutions s’inscrivent dans un plan stratégique 2022–2030 intégrant notamment des engagements en faveur du développement durable. L’établissement a par ailleurs élargi son offre de formation depuis 2019,.

## Formations
L’École centrale de Lyon propose différents types de formations :
- diplôme d’Ingénieur Généraliste - formation historique impliquant plus de 400 élèves-ingénieurs chaque année,
- diplôme d’Ingénieur de Spécialité ENISE (Génie Mécanique, Civil et Sensoriel) - impliquant environ 250 élèves-ingénieurs chaque année,
- diplôme d'Ingénieur de Spécialité Energie - impliquant en alternance 24 élèves-apprentis chaque année,
- double-diplôme français ou international - impliquant environ 1 centaine d'élèves-ingénieurs de 3e Année chaque année,
- diplôme de Master de l'Université de Lyon - impliquant environ 1 centaine d'élèves-mastériens chaque année,
- diplôme de Doctorat de l'Université de Lyon - impliquant environ 1 cinquantaine d'élèves-docteurs chaque année,
- modules et certificats ECL Pro de Formation Continue Executive.

### Formation ingénieur généraliste

#### Admission
L'admission au cycle ingénieur généraliste de l’École centrale de Lyon s'effectue principalement via le Concours Centrale-Supélec des filières MP, PSI, PC, PT et TSI des classes préparatoires scientifiques. Il existe une voie d’accès secondaire sur titre après une licence en mathématiques, mathématiques-informatique, mécanique ou physique, dénommée CASTing et commune au groupe des Écoles centrales. Il est également possible d’intégrer Centrale Lyon par le biais d’un double-diplôme. L’association récente avec l’ENISE permet de proposer une passerelle après la 3e année du cursus. Enfin, depuis seulement 2022, il existe une classe d'admission parallèle (CapECL) qui se fait sur recrutement post-bac, constituée d'une seule classe de 24 élèves. Cette dernière suit une logique de "prépa intégrée", et suit un programme proche de celui d'une CPGE scientifique filière PCSI/PSI.

#### Cursus généraliste
Le cursus d’ingénieur généraliste de l’École Centrale de Lyon s’étend sur trois ans et se compose de deux phases. Les trois premiers semestres forment un tronc commun pluridisciplinaire comprenant douze unités d’enseignement en sciences fondamentales (mathématiques, mécanique des fluides, informatique, traitement du signal, etc.) et en sciences humaines (philosophie, gestion, langues vivantes). Les élèves doivent étudier deux langues étrangères parmi un large choix, dont l’anglais, l’allemand, l’espagnol, le chinois ou le japonais. Un score minimum de 590 au TOEFL est exigé pour l’obtention du diplôme. La pratique d’un sport est également obligatoire.
Les trois semestres suivants permettent une spécialisation progressive selon plusieurs options scientifiques (aéronautique, bio-ingénierie et nanotechnologies, énergie, génie civil et environnement, informatique et communication, mathématiques et décision, transport et trafic) et des modules orientés vers des débouchés professionnels. Les étudiants peuvent également enrichir leur formation en suivant des unités d’enseignement dans d’autres établissements partenaires via le Collège des hautes études Lyon sciences (CHELS), qui regroupe huit grandes écoles et universités lyonnaises et stéphanoises.

#### Projets et stages
Durant leur cursus et dans le cadre de leur formation au Management de projet, les élèves-ingénieurs réalisent trois projets : un projet d'étude de neuf mois en première année, un projet d'application de sept mois en deuxième année et un projet d'option en troisième année. Le temps moyen passé dans des projets proposés par des entreprises est de 262 heures par élève.
Les élèves-ingénieurs de l'École centrale de Lyon réalisent également trois stages au cours de leur formation, pour une durée minimale obligatoire en entreprise ou laboratoire : 37 semaines. Le stage d'exécution (ou stage ouvrier) se déroule en première année et dure un à deux mois. Son but est de faire découvrir à l'élève le fonctionnement d'une entreprise, la nature du travail d'exécution et les relations entre opérateurs et cadres. Le stage d'application se déroule en deuxième année et dure de trois à quatre mois. Son but est de participer activement à un projet d'ingénierie au sein d'une entreprise. Le travail de fin d'études se déroule en troisième année et dure 21 semaines minimum. Il correspond à une première mission d'ingénieur débutant.

#### Formation en double-diplôme
L’École centrale de Lyon propose plusieurs diplômes en double-cursus avec des écoles partenaires, au niveau Master. Les élèves participants à ces cursus suivent des cours dans les deux établissements et obtiennent les deux diplômes moyennant une année supplémentaire.
Les double-diplômes proposés sont les suivants :
- double diplôme ingénieur-architecte[17] - avec l’École Nationale Supérieure d’Architecture de Lyon,
- double diplôme ingénieur-manager - avec l'EM Lyon Business School,
- double diplôme ingénieur-chercheur - avec l’École normale supérieure de Lyon,
- double diplôme ingénieur-médecin[18] - avec l'Université Lyon 1,
- double diplôme ingénieur-économètre - avec l'ENSAE,
- double formation internationale avec une Université ou École internationale partenaire de Centrale Lyon.

Une mobilité en France est également possible, permettant aux élèves d’aller étudier dans l’une des écoles du groupe des Écoles Centrale, à emlyon Business School, à l'INSA Lyon, à Mines Saint-Étienne, à Strate école de design ou à l’ENTPE.

### Formation en Master
L’École centrale de Lyon est accréditée pour délivrer seize masters dans les domaines « sciences, technologies et santé » et huit internationaux. Ces masters sont proposés avec d’autres établissements comme les Universités Lyon1, Lyon 2, Lyon 3, l’UJM, l’INSA, l’ENTPE, l’ENS de Lyon… 

### Formation Ingénieur spécialité Énergie -en alternance
Depuis 2012, l'École centrale de Lyon propose une formation d’ingénieur en énergie accessible par la voie de l’apprentissage et de la formation continue. Ce diplôme est intitulé « Ingénieur spécialité énergie, option conception des installations ».
Cette formation, organisée en partenariat avec l’ITII de Lyon, accueille chaque année 25 élèves-ingénieurs, principalement titulaires de BTS, de DUT ou salariés justifiant d'une expérience professionnelle, et les prépare aux métiers de l’ingénierie dans le domaine de la production d’énergie.
Le programme est centré sur la conception d’installations énergétiques, qu’il s’agisse de grandes infrastructures comme les centrales thermiques ou les barrages hydroélectriques, ou d’unités plus modestes utilisant des sources renouvelables telles que la géothermie, l’éolien, la biomasse ou le solaire (thermique et photovoltaïque).

### Formation doctorale
L’École centrale de Lyon propose à des diplômés Bac+5, centraliens ou non, de poursuivre leurs études par un Doctorat au sein de l'un des six laboratoires de recherche CNRS de l'école.

### Formation continue
L’École centrale de Lyon assure des formations professionnelles dans le cadre de sa mission relative à la formation continue.
Les formateurs sont alors des ingénieurs, dirigeants, consultants et/ou enseignants expérimentés. Plusieurs formations certifiantes sont proposées.

## Classements
Classements nationaux (classée en tant que Centrale Lyon au titre de son diplôme d'ingénieur)
| Nom                | Année | Rang |
| ------------------ | ----- | ---- |
| DAUR Rankings      | 2023  | 10   |
| L’Étudiant         | 2024  | 9    |
| L’Usine Nouvelle   | 2024  | 12   |
| Le Figaro Étudiant | 2024  | 7    |

Classements internationaux (classée en tant que Centrale Lyon)
| Nom                    | Année     | Rang (monde) | Rang (France) |
| ---------------------- | --------- | ------------ | ------------- |
| CWUR                   | 2021-2022 | 1146         | 49            |
| QS Top Universities    | 2022      | N.C.         | N.C.          |
| Shanghai Ranking       | 2021      | N.C.         | N.C.          |
| Times Higher Education | 2022      | 801-1000     | 28-32         |

## Recherche et innovation
Cette section ne s'appuie pas, ou pas assez, sur des sources secondaires ou tertiaires indépendantes du sujet. Le texte peut contenir des analyses inexactes ou inédites de sources primaires.
Pour l'améliorer, ajoutez-en, ou placez des modèles {{Source secondaire souhaitée}} ou {{Source secondaire nécessaire}} sur les passages mal sourcés. (novembre 2022)

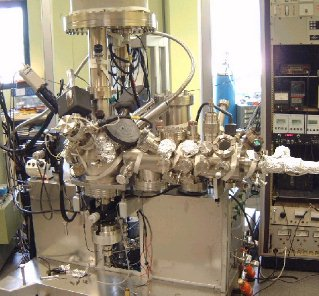
Tribomètre analytique sous ultra-vide + analyses XPS du laboratoire LTDS

La recherche sur le campus de l'École centrale de Lyon s’élèvent à près de 500 personnes (chercheurs, enseignants-chercheurs, post-doctorants, doctorants, ingénieurs, techniciens, personnels administratifs) réparties dans six laboratoires. Tous ces laboratoires sont des unités mixtes de recherche du CNRS. L’école est également tutelle de 2 unités mixtes internationales situées au Japon et au Canada. Les domaines d'activités des laboratoires couvrent un large spectre.
L'école entretient des liens avec ses partenaires de la Communauté d’établissements de Lyon Saint-Étienne (COMUE Université de Lyon), notamment l’INSA de Lyon, l’Université Lyon 1 et l’ENI de Saint-Étienne, Supélec, l'ENS de Cachan et l'Université Paris 11. L'école développe aujourd'hui également une politique de chaires financées par des entreprises, qui concernent notamment l’acoustique, la microbiologie et l’environnement, le recyclage.

### Laboratoires
La recherche de l’École centrale de Lyon s’articule autour de 6 Unités Mixtes de Recherche (UMR) CNRS :
- Ampère : Laboratoire de génie électrique, électromagnétisme, automatique, microbiologie environnementale et applications,
- INL : Institut des nanotechnologies de Lyon,
- LMFA : Laboratoire de mécanique des fluides et acoustique,
- LTDS : Laboratoire de tribologie et dynamique des systèmes,
- LIRIS : Laboratoire d'informatique en image et systèmes d'informations,
- Institut Camille Jordan : Laboratoire de mathématiques.

### Doctorat
Une cinquantaine de thèses sont soutenues par an, réparties dans 5 écoles doctorales :
- École doctorale électronique, électrotechnique et automatique (EEA - ED 160)
- École doctorale matériaux de Lyon (EDML - ED 34)
- École doctorale informatique et mathématiques de Lyon (INFOMATHS - ED 512)
- École doctorale mécanique, énergétique, génie civil, Acoustique (MEGA - ED 162)
- École doctorale sciences ingénierie et santé de Saint-Étienne (ED SIS 488)

### Équipements
Cette section ne s'appuie pas, ou pas assez, sur des sources secondaires ou tertiaires indépendantes du sujet. Le texte peut contenir des analyses inexactes ou inédites de sources primaires.
Pour l'améliorer, ajoutez-en, ou placez des modèles {{Source secondaire souhaitée}} ou {{Source secondaire nécessaire}} sur les passages mal sourcés. (novembre 2022)
Centrale Lyon dispose de plusieurs équipements d’excellence (EquipEx), dont certains uniques en Europe, ainsi que de Laboratoires d’excellence (Labex). Elle est aussi membre d’Instituts pour la transition énergétique (ITE).

### Valorisation de la recherche
Cette section ne s'appuie pas, ou pas assez, sur des sources secondaires ou tertiaires indépendantes du sujet. Le texte peut contenir des analyses inexactes ou inédites de sources primaires.
Pour l'améliorer, ajoutez-en, ou placez des modèles {{Source secondaire souhaitée}} ou {{Source secondaire nécessaire}} sur les passages mal sourcés. (novembre 2022)
L'école a créé plusieurs structures pour la valorisation de la recherche : un service interne (Service Partenariat Recherche et Valorisation), une filiale de droit privé (Centrale Innovation), un centre scientifique (Centre Scientifique Auguste Moiroux).
Elle est également membre de l’Institut Carnot Ingénierie@Lyon et bénéficie d’un dispositif d’incubateur d’entreprises et de transfert de technologie (SATT PulsaLys).

#### Centrale Innovation (C-Innov)
Cette section ne s'appuie pas, ou pas assez, sur des sources secondaires ou tertiaires indépendantes du sujet. Le texte peut contenir des analyses inexactes ou inédites de sources primaires.
Pour l'améliorer, ajoutez-en, ou placez des modèles {{Source secondaire souhaitée}} ou {{Source secondaire nécessaire}} sur les passages mal sourcés. (novembre 2022)
Fondée en 1993 à Lyon, cette société de droit privé, dont les actionnaires sont maintenant l'École centrale de Lyon, l’École centrale de Nantes, l’École centrale de Marseille et l’ENI de Saint-Étienne, assure des prestations de recherche et développement pour des clients industriels renommés : Safran, Airbus, ArcelorMittal, Areva, EDF, Eurocopter, Hispano Suiza, L'Oréal, Plastic Omnium, PSA, Renault, Sanofi Pasteur, SNCF, Total, Turbomeca, Valeo, IHI, Nippon Oil, Nissan, Schlumberger, Shell...

## Ouverture internationale
Cette section ne s'appuie pas, ou pas assez, sur des sources secondaires ou tertiaires indépendantes du sujet. Le texte peut contenir des analyses inexactes ou inédites de sources primaires.
Pour l'améliorer, ajoutez-en, ou placez des modèles {{Source secondaire souhaitée}} ou {{Source secondaire nécessaire}} sur les passages mal sourcés. (novembre 2022)
Un séjour à l’étranger de 3 mois au minimum est obligatoire dans le cursus des élèves-ingénieurs et ceux-ci doivent apprendre au moins une des 10 langues étrangères enseignées à l’école. Environ un tiers d’une promotion d‘élèves-ingénieurs passent leur dernière année d'études à l'étranger grâce à plus de 70 accords de double diplôme avec des universités internationales.
L'école accueille 25 % d'élèves internationaux, notamment en provenance d'Europe, d'Afrique, de Chine, du Japon, du Canada ou du Brésil.
Elle propose des formations dispensées en anglais, par le biais de trois Masters internationaux.

### Réseaux
Cette section ne s'appuie pas, ou pas assez, sur des sources secondaires ou tertiaires indépendantes du sujet. Le texte peut contenir des analyses inexactes ou inédites de sources primaires.
Pour l'améliorer, ajoutez-en, ou placez des modèles {{Source secondaire souhaitée}} ou {{Source secondaire nécessaire}} sur les passages mal sourcés. (novembre 2022)
Des élèves-ingénieurs passent leur dernière année d'études à l'étranger, avec 65 accords de double diplôme avec des universités internationales. Depuis la réforme de 2009 de l'école, il est obligatoire pour tous les élèves-ingénieurs d'effectuer un séjour d'une durée minimum de trois mois à l'étranger pendant leur cursus.
L'École centrale de Lyon est membre de plusieurs réseaux internationaux avec pour objectif l’échange d’étudiants ou le double diplôme :
- T.I.M.E. (Top Industrial Managers for Europe), qui regroupe plus de 50 universités de réputation mondiale.
- réseau « 5+6 » avec la Chine, qui regroupe les 5 Écoles Centrales et 6 universités chinoises prestigieuses, dont l'Université de Tsinghua et les universités de Jiaotong du Sud-Ouest et de Shanghai.
- réseau « 5+6 » avec le Brésil, qui regroupe les 5 écoles centrales et 6 écoles ou universités brésiliennes, dont la prestigieuse Université de São Paulo.
- réseau RMEI (Réseau Méditerranéen des Écoles d’Ingénieur et de management), qui regroupe 73 universités techniques et écoles d’ingénieurs issues de 16 pays de culture méditerranéenne.
- réseau Magalhães entre des universités européennes, d’Amérique Latine et des Caraïbes
- programme Erasmus+ de la Commission européenne facilitant la mobilité des étudiants et des personnels entre établissements européens et a signé la Charte Erasmus pour l'enseignement supérieur 2014-2020[31].

### Campus internationaux
Cette section ne s'appuie pas, ou pas assez, sur des sources secondaires ou tertiaires indépendantes du sujet. Le texte peut contenir des analyses inexactes ou inédites de sources primaires.
Pour l'améliorer, ajoutez-en, ou placez des modèles {{Source secondaire souhaitée}} ou {{Source secondaire nécessaire}} sur les passages mal sourcés. (novembre 2022)
Le Groupe des Écoles Centrales a développé des écoles à l'étranger sur son modèle de formation d’ingénieurs : l’École centrale de Pékin (Chine, ouvert en 2005), la Mahindra École Centrale (Inde, 2014), l'École centrale Casablanca (Maroc, 2015) et Mauritius Campus (Afrique australe, 2016).
L’École centrale de Lyon participe aussi à la rénovation de l’École supérieure d’ingénieur de l’Institut Houphouët-Boigny de Yamassoukro en Côte d’Ivoire. Cette action est financée par l’agence française du développement dans le cadre d’un contrat avec le Ministère ivoirien de l’enseignement supérieur et de la recherche.

### Recherche internationale
Cette section ne s'appuie pas, ou pas assez, sur des sources secondaires ou tertiaires indépendantes du sujet. Le texte peut contenir des analyses inexactes ou inédites de sources primaires.
Pour l'améliorer, ajoutez-en, ou placez des modèles {{Source secondaire souhaitée}} ou {{Source secondaire nécessaire}} sur les passages mal sourcés. (novembre 2022)
Au-delà des collaborations internationales entre les chercheurs et les laboratoires, l'école participe à six Laboratoires Internationaux Associés (LIA - Corée, Japon, Chine, Brésil, Australie, Espagne), deux Unités Mixtes de recherche Internationales (UMI - Canada, Japon) et un Groupement de recherche international (GDRI - Chine), labellisés par le CNRS. Ces actions sont aussi en lien avec la politique de l’Alliance international de l’Université de Lyon.

## Vie étudiante

### Association des élèves de l’École centrale de Lyon (AEECL)
L’Association des Élèves de l’École centrale de Lyon (AEECL), créée en 1949, compte un millier de membres, quasiment tous les élèves de l’école.

### Clubs et associations centraliens de Lyon

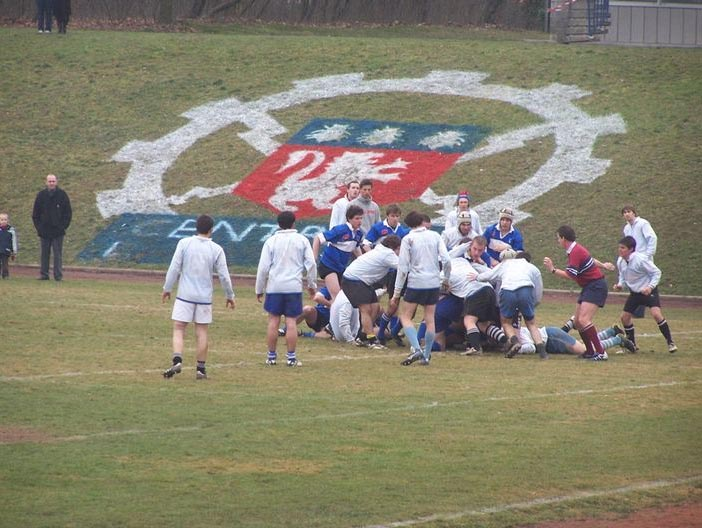
Match de rugby du Challenge ECL devant le logo de l'école.

En plus de l'association des élèves, d'autres clubs (dépendants de l'AEECL) ou associations (indépendantes de l'AEECL) proposent des activités aux élèves-ingénieurs de l'école.
Une fanfare nommée Fanfare Piston (créée en 1967) regroupe des élèves des trois années qui jouent de différents instruments (grosse caisse, caisse claire, trompettes, trombones, saxophones...). Elle anime régulièrement les manifestations étudiantes sur le campus, des fêtes dans les rues de Lyon et alentour et a l'habitude de se produire tous les week-ends dans le centre de la ville autour de la place Bellecour.

#### Lyon olympique universitaire
En 1910, l'Association sportive de l'École centrale de Lyon fusionne avec le Lyon olympique pour former le Lyon olympique universitaire (LOU), club de rugby à XV qui perdure et évolue en Top 14.

### Association des centraliens de Lyon
L' « Association des centraliens de Lyon » regroupe l’ensemble des élèves, des ingénieurs et des docteurs de l’École centrale de Lyon. Créée en 1866, l’association a été reconnue d’utilité publique par décret du 13 août 1921.

### Campus

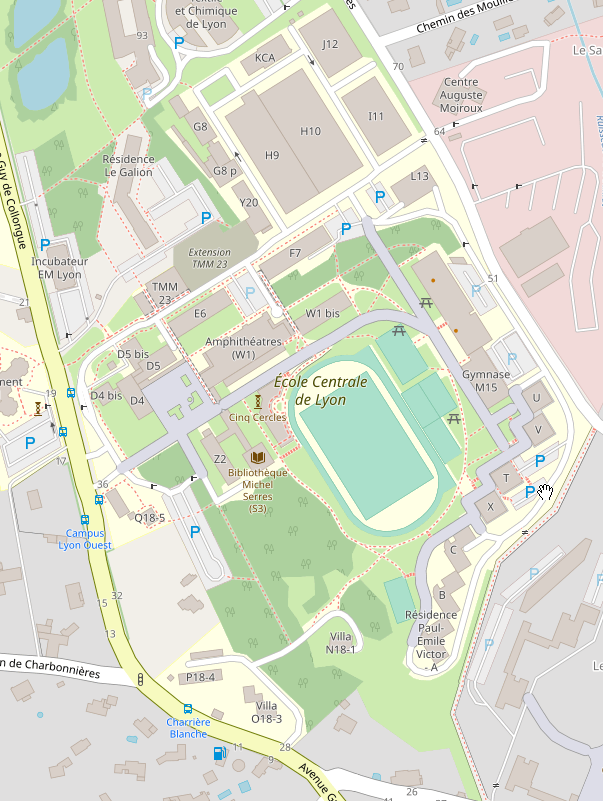
Carte du campus de l'école à Ecully

Le campus dispose de résidences pouvant accueillir les élèves : Paul Comparat (quatre bâtiments nommés U, V, T, X datant de la construction du campus en 1967) et ADOMA nommée Paul-Émile Victor en hommage à l'explorateur, ancien élève de l'école (trois bâtiments A, B, C construits au début des années 1990).
Un bâtiment spécifique regroupe le foyer des élèves (avec un bar et un lieu de restauration rapide), une salle de cinéma, des locaux pour les différentes associations étudiantes ainsi qu'un restaurant universitaire. Depuis la transformation du campus en 2020, l'administration de l'école a déménagé du bâtiment qu'elle occupait à l'entrée du campus pour rejoindre le bâtiment du foyer des élèves.
L'école dispose d'une bibliothèque universitaire. Le bâtiment a été construit en même temps que le campus en 1967 et requalifié en 2005[source secondaire souhaitée]. Elle est nommée en hommage au philosophe Michel Serres qui a présidé son inauguration le 27 mars 2006.
Le campus dispose d'installations destinées à la pratique de sports : un gymnase avec terrain de basket-ball/handball, des équipements de musculation et un mur d'escalade; un stade d'environ 100 m de long pour la pratique du football et du rugby et une piste d'athlétisme de 400 m; quatre courts de tennis avec terrain « en dur ».
En 2009, un nouveau bâtiment de 700 m2 voit le jour pour accueillir un centre de ressources informatiques.

## Quelques centraliens de Lyon
La date indique l'année de sortie de l'élève-ingénieur de l'école :

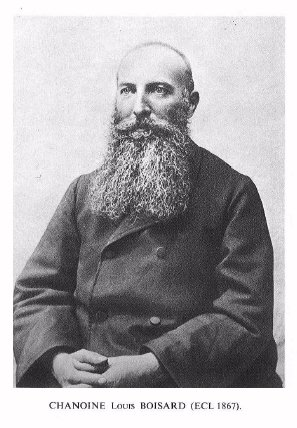
Louis Boisard, ECL 1867.

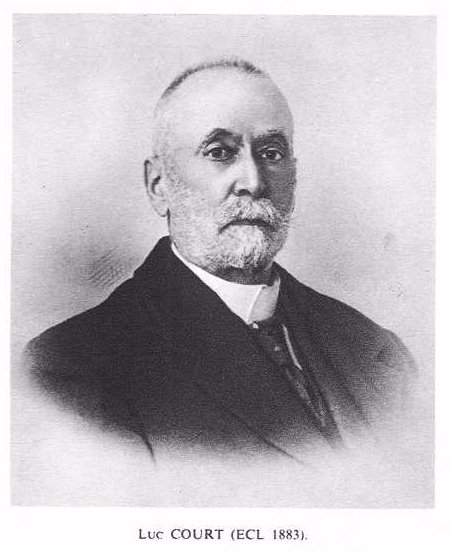
Luc Court, ECL 1883.

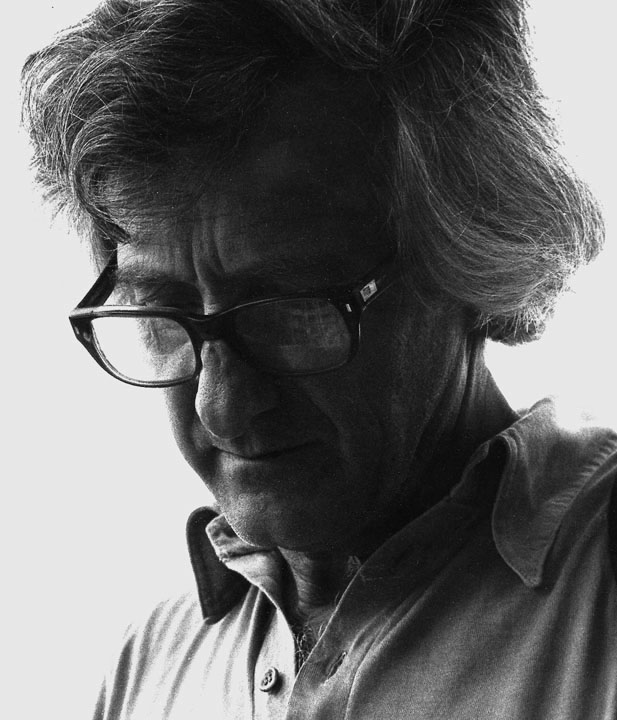
Marc Riboud, ECL 1947.

- Armand Arlès-Dufour (1860), 1er centralien de Lyon diplômé[32], fils du fondateur de l'école, fondateur de l'Association des centraliens de Lyon ;
- Louis Boisard (1867), prêtre-ingénieur[33] et 1er prêtre-ouvrier[34], fondateur des Ateliers d'apprentissage Boisard devenus l'École de production Boisard[35] ;
- Luc Court (1883), constructeur automobile lyonnais ;
- Joseph Bethenod (1901), inventeur aux 700 brevets, directeur technique de la Société française radio-électrique et académicien des Sciences ;
- Joseph Rosselli (1925), homme politique, député, maire de Belleville sur Saône ;
- Paul-Émile Victor (1928), explorateur ;
- Marc Riboud (1947), photographe ;
- Auguste Moiroux (1949), motoriste puis directeur de l'ECL ;
- Marc Onetto (1973), ancien vice-président Operations et Service clients Amazon.com ;
- Didier Evrard (1975), directeur du programme Airbus A350 ;
- Philippe Kruchten (en) (1975), programmeur du 1er compilateur ADA en SETL et professeur de génie logiciel;
- Jacques Maigné (1977), ancien président directeur général d'HUTCHINSON ;
- Guy Mathiolon (1978), président du conseil de surveillance du groupe SERFIM ;
- Hervé Renaudeau (1979), directeur de l'Institut polytechnique des sciences avancées, ancien directeur de l'ESTACA[36] ;
- Didier Lamouche (1980), docteur-ingénieur, PDG d'Oberthur Technologies ;
- Pascal Urien (1980), docteur-ingénieur inventeur ;
- Arnaud Breuillac (1981), président Exploration et Production TotalEnergies ;
- André-Jacques Auberton-Hervé (1983), cofondateur et PDG de Soitec ;
- Laurent Naouri (1986), chanteur lyrique ;
- Jean-Hugues Monier (1990), partenaire chez McKinsey & Company, Corporate Finance & Strategy ;

## Directeurs de l’école
- Désiré Girardon (1857 à 1868) - Professeur à la Martinière,
- Gustave Fortier (1868 à 1902),
- Henri Rigollot (1902 à 1929),
- Pierre Lemaire (1929 à 1949) - Docteur-ingénieur - Maxime : « Fuyons l'abstraction chère aux paresseux. »[37],
- Paul Comparat (1949 à 1976) - Centralien ECL 1935[38],
- Auguste Moiroux (1976 à 1988) - Centralien ECL 1949,
- Jacques Bordet (1988 à 1992) - Centralien ECP 1966,
- Étienne Pascaud (1994 à 1999) - Polytechnicien X 1960,
- Jean Dorey (1999 à 2005) - Centralien ECP 1974,
- Patrick Bourgin (2005 à 2011) - Centralien ECL 1973,
- Frank Debouck (2011 à 2021) - Centralien ECL 1978[39],
- Pascal Ray (2021 à 20xx) - Diplômé de l'ENS Cachan[40].

## Enseignants notoires

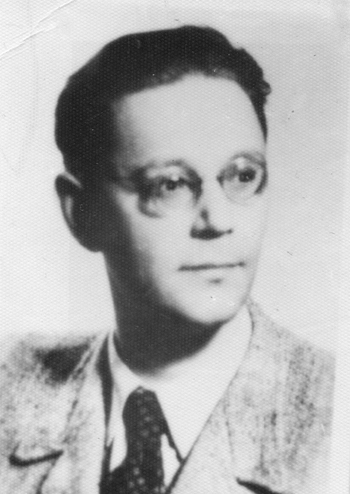
Le professeur Paweł Szulkin.

Plusieurs enseignants sont notoires, tels que :
- Henri Dulac (1870-1955), professeur de mathématiques de la fin de la Première Guerre mondiale à 1930[41], membre de l'Académie des sciences ;
- Pierre Lemaire (1882-1966), professeur de mécanique, directeur de l’ECL de 1929 à 1949[42] ;
- Paweł Szulkin (1911-1987), professeur d'automatique et de théorie des systèmes de 1968 à 1979[b],[43] ;
- Auguste Moiroux, professeur de machines thermiques ;
- Geneviève Comte-Bellot (1929-), professeur d'acoustique, membre de l'Académie des Sciences[44].